# Hugo Václav Seykora
Hugo Václav Seykora (26. listopadu 1793 Český Brod – 6. dubna 1856 Radonice nad Ohří) byl český kněz a malíř.

## Život
Narodil se v Českém Brodě (čp. 117) v rodině ševcovského mistra Václava Sejkory a jeho manželky Kateřiny, rozené Teubnerové. Pokřtěn byl jako Václav Sejkora. V roce 1814 vstoupil do kláštera strahovských premonstrátů, kde přijal řádové jméno Hugo. V roce 1819 byl vysvěcen na kněze a ve strahovském klášteře setrval do roku 1830. V tomto roce přešel jako farář do vsi Libotenice u Roudnice nad Labem a v roce 1832 do Dolánek. Dále se stal roku 1838 farářem v Bohušovicích nad Ohří. Jeho posledním působištěm byly Radonice nad Ohří, kde zemřel.

## Dílo
Ve svém díle zobrazoval Seykora především romantické krajiny a interiéry gotických kostelů.
V období působení v severních Čechách se věnoval zobrazování tamější krajiny. Zanechal po sobě čtyři skicáře a 200 kreseb na volných listech.

### Výstavy
- V roce 1972 uspořádal Památník národního písemnictví výstavu Hugo Václav Seykora – kresby malíře ze záliby. K výstavě byl vydán stejnojmenný katalog.

## Galerie

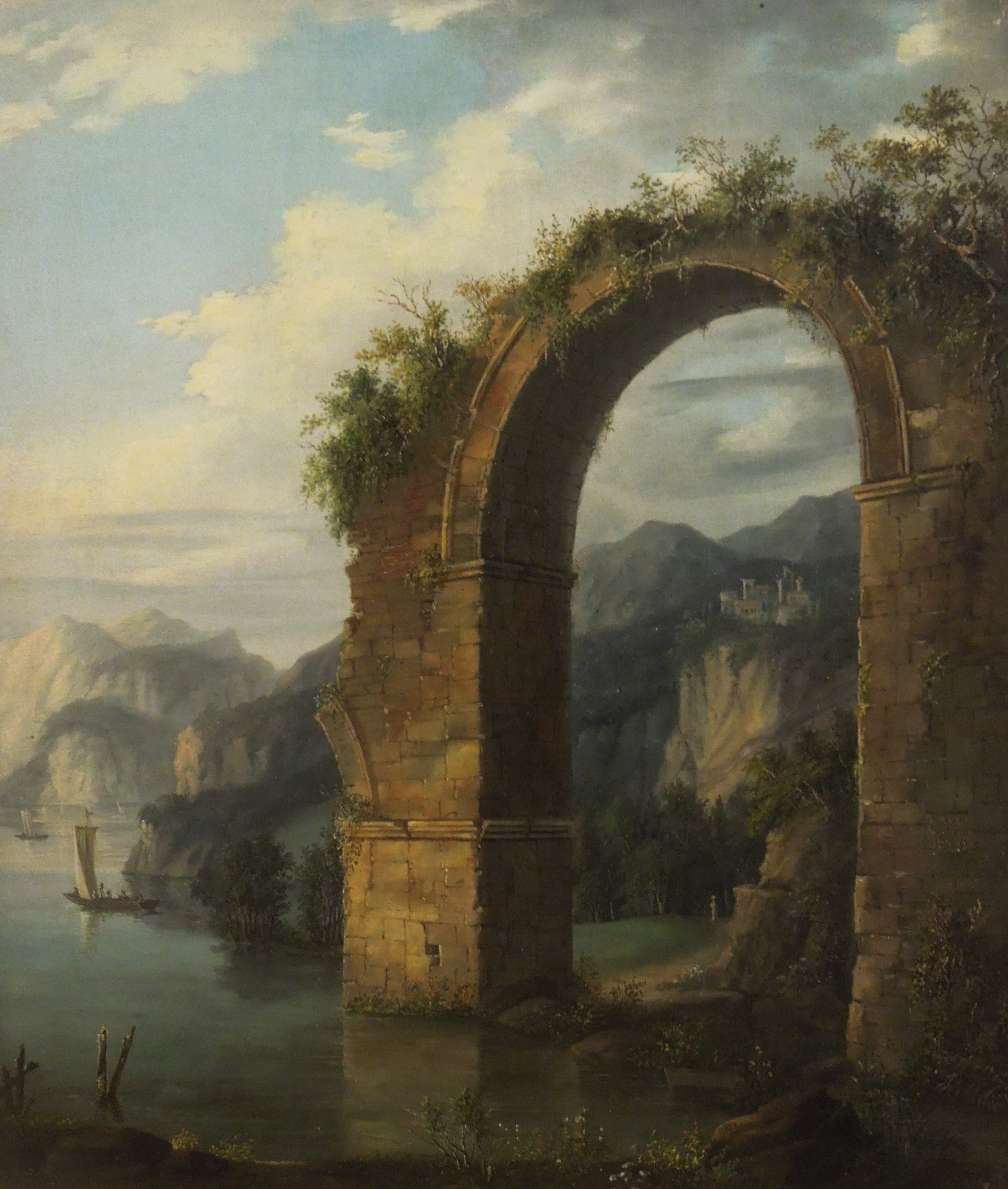
Krajina se zříceninou a jezerem (Strahovský klášter, 1829)
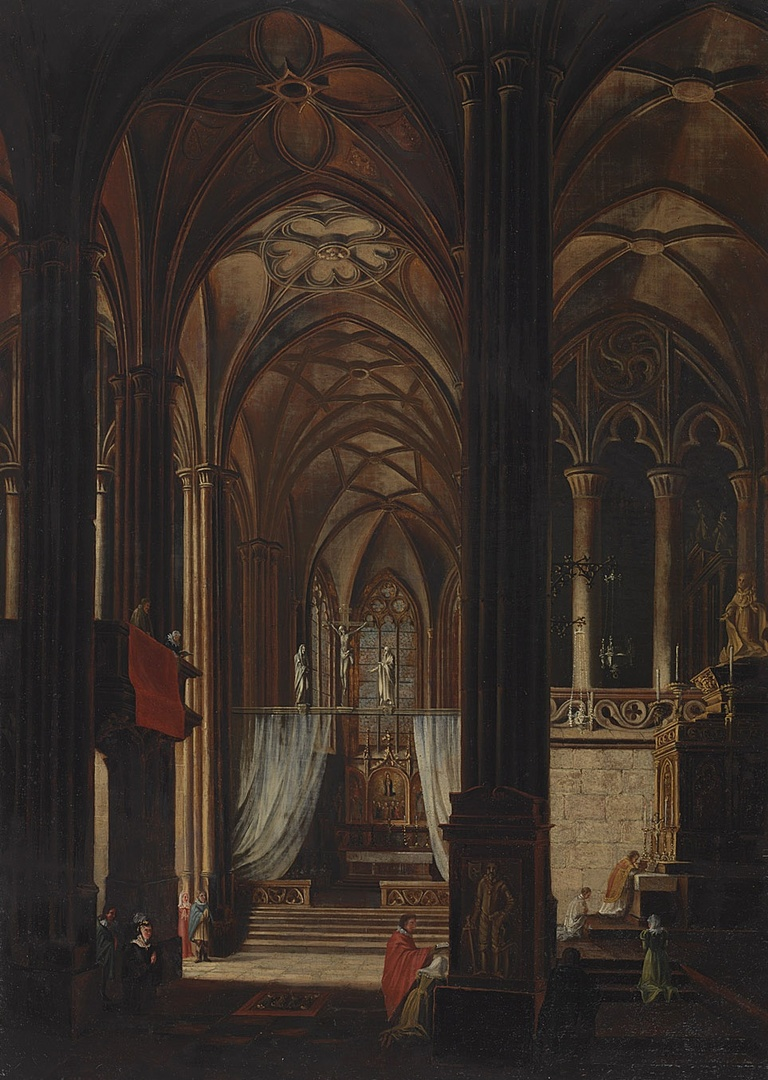
Interiér gotického kostela (Strahovský klášter, 20. léta 19. stol.)
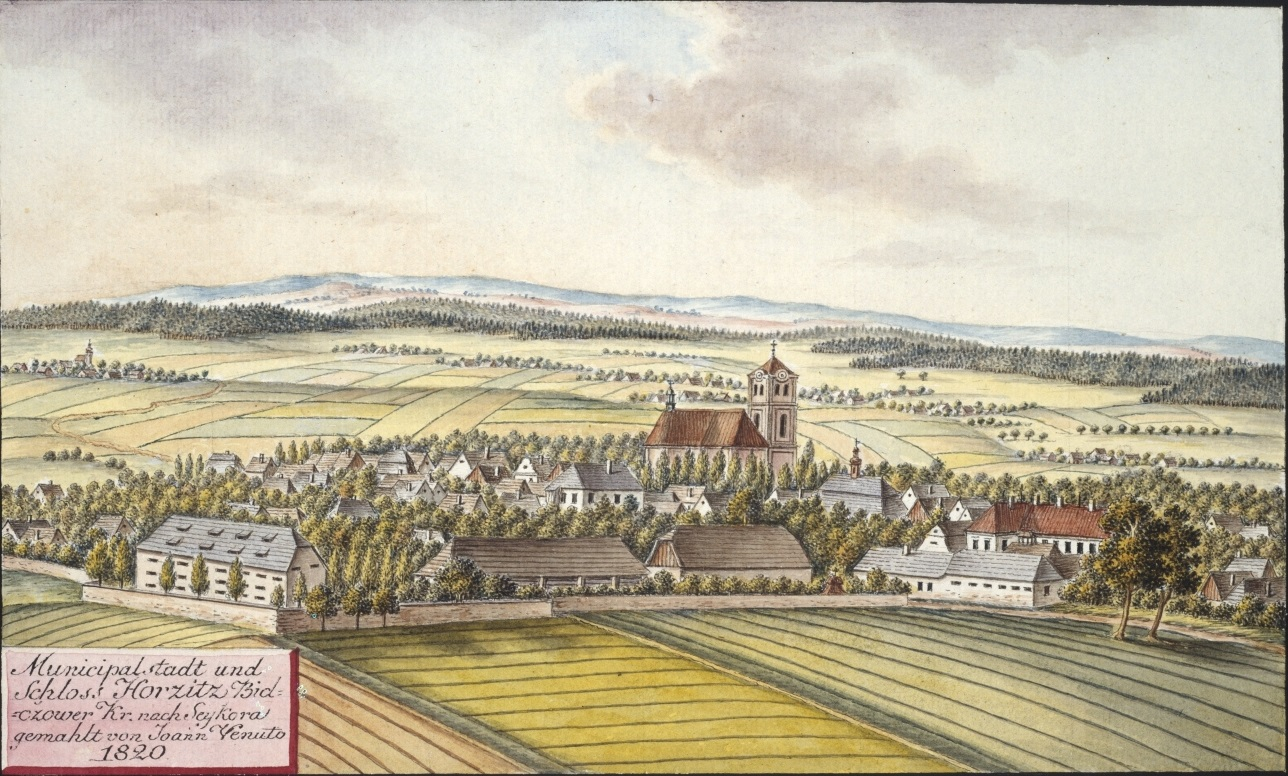
Město a zámek Hořice (Joann Venuto podle H. V. Seykory, 1820)

## Zajímavost
V průběhu života se Seykora národnostně uvědomoval. Z počátku podepisoval své kresby německy, později česky.